# Institut des hautes études scientifiques

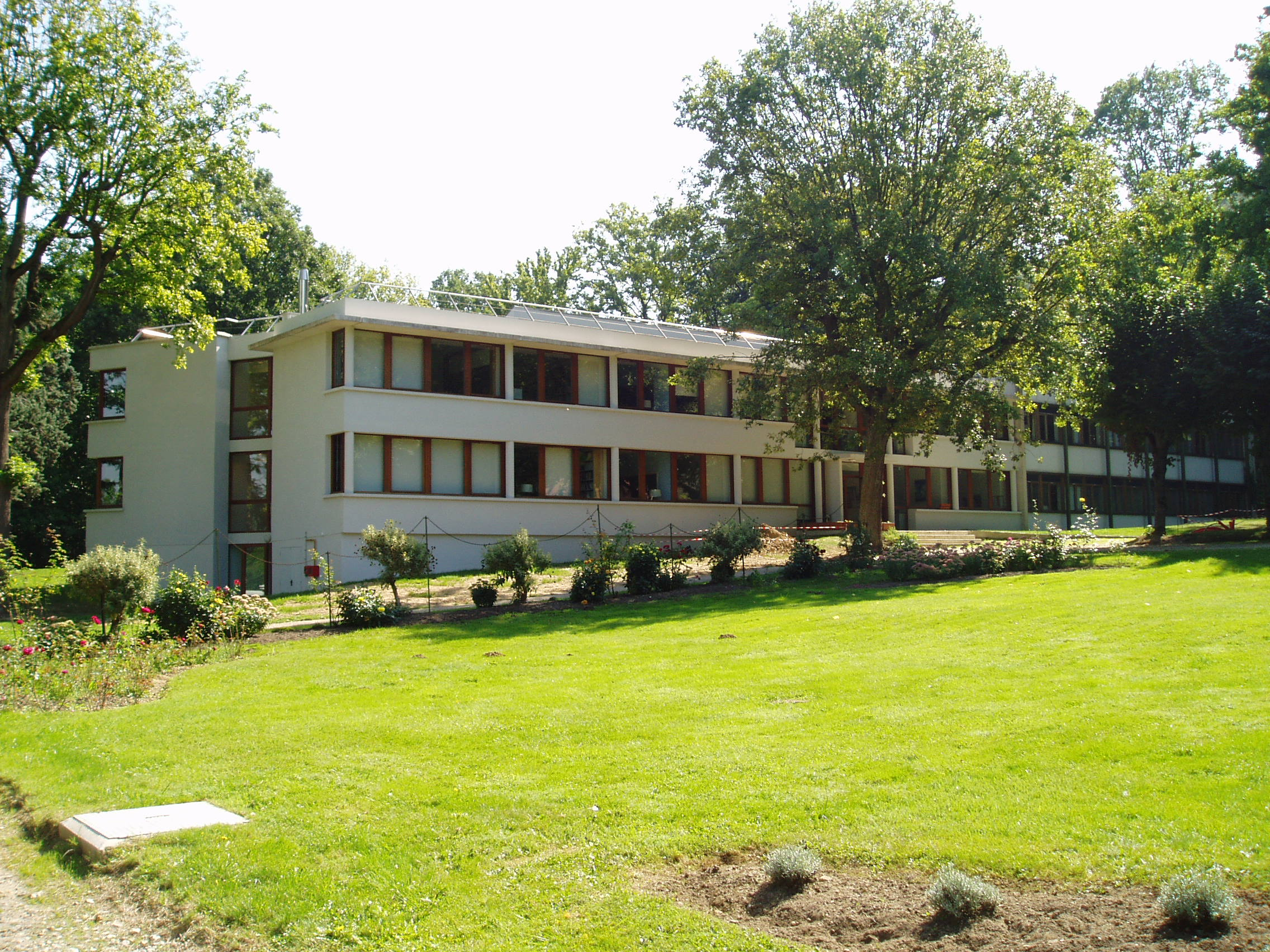
IHÉS hoofdgebouw

Het Institut des hautes études scientifiques (I.H.É.S., nl: Instituut voor Hogere Wetenschappelijke Studies) is een Frans instituut dat geavanceerd onderzoek in de wiskunde en de theoretische natuurkunde ondersteunt. Het instituut is gelegen in Bures-sur-Yvette, net ten zuiden van Parijs.
De IHÉS werd in 1958 gesticht door zakenman en wiskundige Leon Motchane met de hulp van Robert Oppenheimer en Jean Dieudonné. Het instituut is bedoeld voor het bijeenbrengen van toponderzoekers in het veld. Het heeft een klein aantal vaste professoren, die voor het leven worden benoemd. Er worden ongeveer 200 bezoekers per jaar voor uiteenlopende termijnen van gemiddeld drie maanden uitgenodigd. Het instituut telt ook een klein aantal zogenaamde langetermijnbezoekers. Het onderzoek is vrij: het is aan elke individuele onderzoeker om zijn eigen doelen na te streven. Permanente hoogleraren zijn verplicht om zes maanden per jaar aanwezig zijn.
Het ontwerp voor de IHÉS is naar men zegt beïnvloed door Robert Oppenheimer, de toenmalige directeur van het Institute for Advanced Study in Princeton. De sterke persoonlijkheid van Alexander Grothendieck en de brede vegen van zijn revolutionaire theorieën waren een dominant kenmerk van de eerste tien jaar van de IHÉS. René Thom was een ander prominent figuur in de vroege geschiedenis. Dennis Sullivan wordt herinnerd als iemand die een bijzonder talent voor het aanmoedigen van de vruchtbare ideeënuitwisselingen met en tussen bezoekers om zo tot een nieuw en dieper inzicht in hun ideeën te komen.
De IHÉS geeft een hoog aangeschreven wiskundig tijdschrift uit, de Publications Mathématiques de l'IHÉS. De directeuren van het IHÉS waren in chronologische volgorde: Leon Motchane (1958-71), Nicolaas Kuiper (1971-85), Marcel Berger (1985-94), Jean-Pierre Bourguignon ( 1994-2013) en Emmanuel Ullmo (2013-heden). De volgende top-wiskundigen werken of hebben in het verleden aan de IHÉS als professor gewerkt; Alexander Grothendieck, Jean Bourgain, Alain Connes, Pierre Deligne, René Thom, Pierre Cartier, Michail Gromov, Maxim Kontsevitsj en Laurent Lafforgue.